# Де Санти, Филиппо
Фили́ппо де Са́нти (итал. Filippo de Santi, лат. Philipus de Sanctis; XIV век) — венецианский скульптор.

## Биография
О биографии Филиппо де Санти практически ничего не известно. Его мастерская находилась в городе Аквилее (там же была мастерская Андриоло де Санти — вероятно, его родственника). Единственным известным произведением де Санти является саркофаг известного итальянского миссионера и путешественника Одорико Порденоне, изготовление которого было окончено де Санти в сентябре 1331 года. Затем саркофаг был перевезён из Аквилеи в Удине и установлен в церкви Сан-Франческо (позднее был перенесён в церковь Беата-Верджине-дель-Кармине). Информация об авторстве саркофага имелась в бухгалтерских книгах Удине, подтверждавших выплату мастеру. Оригиналы книг не сохранились, однако текст был скопирован в XVIII веке священником и библиофилом Доменико Онгаро.
Второе упоминание о де Санти содержится в единственном архивном документе и относится к 1 июня 1334 года — там говорится о наложении на него штрафа за просрочку в поставке камней, заказанных Венецианским арсеналом.